# Брускин, Дмитрий Михайлович
Дми́трий Миха́йлович Бру́скин (26 августа 1936, село Благодарное Краснодарского края — 4 декабря 1993, Санкт-Петербург) — советский переводчик с польского и английского языков.
Родился в селе Благодарное Отрадненского района Краснодарского края.
В 1957 году окончил курс Ленинградского института точной механики и оптики по специальности «радиотехнические приборы».
Широко известен своими каноническими переводами произведений Станислава Лема («Солярис», «Непобедимый», «Крыса в лабиринте», «Эдем» и других), Мюррея Лейнстера, а также дубляжа к польским фильмам: Ва-банк и других.
Жил в Ленинграде, входил в литературный клуб журнала «Звезда».

## Переводы С. Лема
Д. Брускин начал переводить С. Лема с 1962 года, когда впервые вышел на русском языке «Солярис». Его перевод до сих пор считается самым удачным, в сравнении с позднейшим переводом Г. Гудимовой и В. Перельман.
Само название романа «Солярис» (от латинского «солнечный»), являющееся не только названием планеты, но и мыслящего океана, Брускин перевёл в мужском роде, а Гудимова и Перельман — в женском, как и в оригинале. Владимир Борисов считает это важной частью смысла:

Дело в том, что Лем (уж не знаю, сознательно или нет), говоря о разумном существе, с которым общаются обитатели станции, в различных местах роман называет по‑разному, и в результате земные исследователи (напомню, это три мужчины — Кельвин, Снаут и Сарториус) общаются то с «несклоняемой» «Солярис», то с разумным океаном. И хотя вряд ли понятие «пола» применимо к этому существу, но мы читатели, никуда не можем деться от нашей антропоцентричности, и невольно примериваем ему наши, земные «гендерные» отношения. А согласитесь, «игры» этого существа выглядят совсем по‑разному, если мы воспринимаем его то как женщину, а то как мужчину.

Имя главной героини романа (Хари) Брускин, по мнению исполнителя главной роли в фильме А. Тарковского Донатаса Баниониса, также передал точнее: «в индуизме „Хари“ означает „уносить, освобождать“. И это как нельзя лучше подходит к образу жертвенно любящей Хари, которая будучи живой женщиной в воспоминаниях Криса Кельвина или матрицей, вытащенной из глубин его сознания и воплощенной разумным океаном, сохраняла свои человеческие черты».
Работа над переводами произведений С. Лема происходила в тесном контакте с писателем, который лично просматривал тексты и высказывал свои замечания в письмах к Брускину. Между ними сложились доверительные отношения, способствовавшие появлению авторизованных переводов сложных философских текстов Лема. Он писал Брускину при переводе «Лунной ночи» в 1963 году:

Пожалуйста, решайте сами, как просто и ясно изложить суть дела. Понимание должно быть важнее буквального следования оригиналу. В конце концов, если Вы на самом деле выступаете в некоторой роли «Вице-Лема», то и вышеуказанные задачи, на решение которых я даю мое благословение, могут войти в круг ваших обязанностей…